# 中国在线
中国在线（英語：CHINA EXPRESS）是香港有线新闻制作的新闻资讯节目，主要播放中国政治、经济、社会新闻和专题报导，前身为2013年5月推出的有线中国组。
香港其他电视台播出的相近类型节目为Now新闻的《首都专线》和无线新闻的《時事中國》。

## 播出時間

### 香港開電視/HOY TV
- 星期一至五不定期（因節目調動導致《7點直播室》或《晚間直播室》暫停播映）

### HOY資訊台
- 逢星期一至五：21:30-21:40（晚間直播室）

## 節目歷史
2013年5月6日，《有线中国组》启播，取代以往逢星期六晚上在财经资讯台播出的時事專題節目《神州穿梭》。
2020年12月1日，有线新闻解雇40名新闻部员工，其中包括新闻刺针所有員工以及中国组助理采访主任黄丽萍等人。記協認為是以節流為名，實際卻是減少或不作敏感的報道。负责制作、采访和主持该节目的中國組，其包括总采访主任司徒元在內的10名员工隨即宣布集體辭職。有线宽频在次日回应称，《有线中国组》等节目仍将继续制作和播出。
2020年12月31日，以司徒元為首的有線中國組舊有班底正式離職，於晚上9時30分播出原班底最後一集節目，最後一則新聞講及北京有餐廳向市民送免費餐，於節目尾聲主持亦借題寄語，表示「不少人覺得做良心舖會不敵弱肉強食的社會機制，最後劣幣驅逐良幣，蝕本結業」，又引述餐廳老闆所言「堅持正確價值觀，問心無愧，相信必有迴響」，最後以一句「大家珍重」作結。完成最後一集節目後，中國組成員於有線電視大樓外展示「寧化飛灰、不作浮塵」的字畫，亦有已離職舊成員到場表示支持。有線中國組已離職的11名原成員，其中10人會加盟《眾新聞》，包括主管司徒元和助理採訪主任黃麗萍，另設「眾新聞中國組」。2021年1月1日，原班底負責的最後一期節目播出後，改由新聞主播單獨主持。

## 收視（香港開電視）
| 播映日期      | 電視直播收視 | 備註   |
| 2021年6月2日  | 1.6點        | [ 11 ] |
| 2021年6月8日  | 0.8點        | [ 12 ] |
| 2021年6月14日 | 1.0點        | [ 13 ] |
| 2021年6月18日 | 1.0點        | [ 13 ] |